# ソゲドゥ (ジャライル部)
ソゲドゥ（モンゴル語: Sügetü、? - 1285年）は、モンゴル帝国に仕えた将軍の一人で、ジャライル部の出身。主に南宋征服・モンゴルのベトナム侵攻で活躍した。
『元史』などの漢文史料における漢字表記は唆都（suōdōu）など。

## 生涯
若いころから驍勇なことで知られ、親衛隊（ケシクテイ）に入って花馬国遠征に活躍した。中統3年（1262年）、李璮が山東で反乱を起こすと、カビチの軍勢に加わって叛乱鎮圧に功績を挙げた。反乱鎮圧後、ソゲドゥは地方官の圧政によって多くの少年が南宋領に逃げていることを報告し、その罪を許して兵として徴発するよう進言した。この進言が取り上げられた結果約3000の兵が新規に得られたため、発案者のソゲドゥはその内1000の兵を与えられて千人隊長（ミンガン）に任じられ、蔡州に駐屯するよう命じられた。
至元5年（1268年）、アジュ率いる軍団が襄陽の包囲を始めると、ソゲドゥは別動隊を率いて金剛台寨・筲基窩・青澗寨・大洪山・帰州洞といった周辺の南宋軍拠点を攻略格した。至元6年（1269年）には范文虎が水軍を率いて灌子灘に進出してきたため、史天沢の命を受けたソゲドゥがこれを撃退した。至元9年（1272年）の樊城攻めでは真っ先に城壁を登り、城の攻略に大きな功績を挙げた。
至元11年（1274年）、襄陽・樊城の陥落により南宋への全面侵攻が開始されると、ソゲドゥは郢州に移り南宋軍を破った。至元12年（1275年）に建康が陥落すると、ソゲドゥはタチュより建康を守るよう命じられ、建康安撫使に任じられた。首都臨安の陥落によって事実上南宋が滅亡すると、総司令のバヤンは戦勝報告のため北方に帰還し、留守部隊の司令官となった董文炳はソゲドゥを副官として任命した。臨安の陥落後も南宋領の各地ではモンゴルへの抵抗運動助が続いており、ソゲドゥはこのような抵抗運動を防ぐために衢州・婺州に派遣された。婺州では旧南宋の将軍陳路鈐率いる軍団を梅嶺下で破り、ソゲドゥは婺州・衢州を平定した。
至元14年（1277年）、福建道宣慰使に昇格となり、タチュの指揮下に入った。タチュは泉州の攻略をソゲドゥに命じ、ソゲドゥがまさに出陣しようとした時、信州から南宋軍残党の邵武より攻撃を受けており授軍がほしいとの要請が届いた。そこでソゲドゥは「もし邵武を放置したままでは腹背を衝かれ、この地を守ることはできないだろう」と部下に語り、週万戸を派遣して邵武を破らせた。また、崇安では南宋残党軍と戦い斬首数千を挙げる大勝利を収め、また健寧を攻めてきた文天祥の軍団を撃退した。さらに張清の拠る南劍を攻略し、福州では王積翁を投降させた。興化では城側から投降を申し出たにもかかわらず、モンゴル軍が近付くと城門を閉め矢石で攻撃したため、ソゲドゥは雲梯・砲石を用いて興化を攻略した。その後も漳州を攻略したものの、潮州は守りが固かったため、これを放置して進軍を続けた。
至元15年（1278年）、遂に海に面する広州に到達し、タチュからは再び潮州を攻めるよう命じられた。ソゲドゥは城壁に猛攻をかけたが 20日経っても城は下らず、そこで「最初に城壁を登った者には爵位を与え、すでに有する者は秩を上げさせよう」と約束したところ、遂に総管のウリヤンカが先駆けを果たし潮州は陥落した。以上の南宋領平定の功績によりソゲドゥは参知政事、ついで左丞に任じられたが、この時クビライは次は南海諸国の攻略に努めるように、と示唆したという。
至元18年（1281年）、占城行省の右丞に任じられ、翌年には広州港を立って占城への侵攻を開始した。ソゲドゥは占城各地で勝利を収め、特に大浪湖の戦いでは斬首6万におよぶ大勝利を収め、占城は投降した。至元21年（1284年）、トガンを総司令とする越南侵攻が始まり、ソゲドゥも生の占城出兵時の経験を買われて遠征軍に入った。緒戦の清化府の戦いでは勝利を収めたものの、劣勢になったモンゴル軍は退却を始め、乾満江の戦いで大敗したソゲドゥは戦死してしまった。ソゲドゥの死後は息子の百家奴が跡を継ぎトガンを助けて無事退却し、以後も大元ウルスに仕え続けた。